# Queridas Feras
Queridas Feras é uma telenovela portuguesa exibida pela TVI. Foi produzida pela Casa da Criação e transmitida de 30 de Novembro de 2003 a 27 de Novembro de 2004, tendo estado um ano no ar.
A novela foi reposta na TVI Ficção, começando no dia 20 de Janeiro de 2014, sucedendo à novela O Teu Olhar e sendo substituída por Deixa Que Te Leve. Esteve igualmente em reposição nas madrugadas da TVI em 2016, substituindo Fascínios e sendo sucedida por Baía das Mulheres. Foi novamente transmitida nas madrugadas da TVI generalista entre a Primavera e o Outono de 2022, substituindo e sendo substituída por diferentes partes de Louco Amor, e está novamente a ser transmitida, no mesmo horário e naquele canal, desde o início de 2023.

## Sinopse
André e Tiago Guerra (Marco Delgado) são gémeos. Fisicamente são iguais, como duas gotas de água, mas depois de os conhecermos melhor percebemos que são muito diferentes.
André é um rapaz alegre, despreocupado, apaixonado que gosta de viver a vida a 100%, enquanto que Tiago é sério, calculista e muito inteligente.
Tiago tem uma visão aguçada para os negócios e está à frente da construtora da família. André continua a estudar, sem prazo para terminar o curso.
Apesar das diferenças, André e Tiago têm uma ligação fortíssima. São cúmplices, amam-se e confiam um no outro. Mas, como em todas as relações de irmãos, o amor e a cumplicidade podem rapidamente tornar-se em ódio e rivalidade, se o motivo for suficientemente forte.
Maria da Gama (Paula Neves) vai ser o mote para a desavença dos dois irmãos.
Maria, jovem e irreverente, fez o curso de veterinária e acalenta um sonho desde que saiu da faculdade: transformar a herdade do pai,  António da Gama (Manuel Cavaco), conde falido de Monte Belo, num parque ecológico com animais selvagens.
O acaso faz com que André e Maria se conheçam.
Apaixonado, André tenta conquistar a jovem veterinária, que não se dá sequer ao trabalho de considerar o pretendente. Para Maria, André é só um homem bonito, com manias de menino rico citadino.
Mas André não desiste. A chegada do irmão vai dar-lhe uma ideia. Quando eram miúdos, costumavam trocar de papéis, confundindo amigos, professores e... namoradas.
André sugere a Tiago que voltem a aplicar a mesma estratégia para conquistar Maria. Os dois fazem um pacto. Mas o destino vai pregar-lhes uma partida... Tiago vai apaixonar-se por Maria e o pacto rapidamente se transforma num triângulo amoroso.
Tudo se complica com a chegada de Mónica Rodrigues (Fernanda Serrano), namorada de Tiago, ao Alentejo. Arquitecta conceituada, é contratada pela empresa do pai de Tiago para fazer o projecto de um grande empreendimento para a região.
A chegada de Mónica vem baralhar os dados em jogo. Principalmente quando Maria, que não sabe que está envolvida com um par de gémeos, vê Tiago com Mónica e pensa que é André que a anda a trair. A confusão está lançada. E a trama de amores e desamores vai envolver os quatro jovens e levá-los ao limite.
Mas os triângulos amorosos não ficam por aqui. Afonso Guerra (Vítor Norte), pai dos gémeos, regressa da Austrália disposto a vingar-se de António, o homem que o obrigou a sair de Portugal e a procurar fortuna nos antípodas e com quem disputou o amor de Maria Augusta Rosado (Maria João Luís).
Maria Augusta, mais conhecida como Migusta, era a rapariga mais bonita da Aldeia da Lua, contígua às terras dos da Gama. Sempre foi uma mulher independente e não se prendeu a nenhum dos dois. Rumou a Lisboa, estudou, formou-se em Farmácia e regressou à aldeia casada e com dois filhos.
António e Afonso nunca ultrapassaram a perda de Migusta e 20 anos depois continuam a disputar o amor desta mulher de garra.
Como se a história se repetisse, mais uma vez os Guerra e os da Gama vão ver-se envolvidos numa guerra de amores e ódios.
Afonso voltou para liquidar a herança dos da Gama e despojá-los das suas terras. Mas, ao mesmo tempo, os filhos disputam o amor da única herdeira do conde Monte Belo. Por outro lado, Afonso e António voltam a encontrar Migusta, agora a toda-poderosa presidente da junta de Freguesia da Aldeia da Lua.

## Autores
Uma novela da Casa da Criação
- Escrita por: Inês Gomes, João Matos, António Barreira, Vera Sacramento, Sara Rodrigues, Sandra Santos, Pedro Lopes
- Coordenação: Margarida Carpinteiro, Maria João Mira

## Elenco
- Paula Neves - Maria da Gama (Protagonista)
- Fernanda Serrano - Mónica Rodrigues (Protagonista)
- Marco Delgado - André Guerra (Protagonista) e Tiago Guerra (Antagonista)
- Manuel Cavaco - António da Gama (Protagonista)
- Vítor Norte - Afonso Guerra (Antagonista)
- Maria João Luís - Maria Augusta (Migusta) Rosado (Protagonista)
- Lourdes Norberto - Aurora Cabral Nogueira
- Cremilda Gil (†) - Hipólita das Dores
- Natalina José - Alexandrina Baptista
- Custódia Gallego - Laura Caroço
- José Martins - Veríssimo Caroço
- São José Correia - Liliana (Lili) Caroço
- Pedro Górgia - Gualdino Rosado Júnior
- Isabel Abreu - Fernanda Sobral
- Ricardo Pereira - Pedro Maia
- Pedro Giestas - José Manuel Caroço (Moenga)
- Joaquim Horta - Francisco José (Xico Zé) Baptista
- Inês Castel-Branco - Rosalinda Rosado (Linda Rosa)
- Rui Neto - Bruno Mestre
- Andreia Vidal - Marta Gouveia
- José Fidalgo - Alexandre (Alex) Mestre
- Núria Madruga - Beatriz (Bia) Coelho
- Pedro Barbeitos - Carlos Figueira
- Elsa Galvão - Maria José Guerra (Zeca dos Cheirinhos)
- Gracinda Nave - Madalena Cruz
- Pedro Lima (†) - Romeu
- Albano Jerónimo - David
- Joana Verde - Eduarda (Duda) Cruz
- Hugo Sequeira - Diogo

Participação Especial:
- Sinde Filipe - Henrique Travassos
- Manuela Couto - Elisa Gouveia
- Adelaide Sousa - Susana
- João Maria Pinto - Primo Salvador
- Pompeu José - Sebastião Cruz
- Rodrigo Menezes (†) - Gil, Cantor de Rock
- Rita Alagão - Mariette
- Márcia Leal - Joana

Elenco Infantil:
- Luís Simões -  José Maria Caroço (Ginja)

- Tiago Fernandes - Duarte Mestre
- Sara Barradas - Clara (Clarinha) das Dores

Elenco Adicional:
- Ana Bastos - Acompanhante
- Ana Borges - Professora
- Augusto Portela - Libório
- Benjamim Falcão - Recluso
- Duarte Guimarães - Padre
- Inês Nogueira - Advogada
- Igor Sampaio (†) - Dr. Mário Martins (Médico)
- Joana Loureiro - Dona Miquelina (Cliente da Farmácia)
- Joaquim Guerreiro - Guarda prisional
- Liliana Santos - Recepcionista
- Manuel Lourenço - Advogado de Alexandre
- Maria Emília Correia - Dra. Teresa (Médica)
- Maria das Graças - Médica (mãe de Raul)
- Marta Pereira - Andreia
- Milton Lopes - Raul Saraiva (inspetor da Polícia Judiciária)
- Miguel Romeira - Inspector
- Miguel Sá Monteiro - Agente Mota
- Paulo Manso - Guarda prisional
- Raquel Henriques - Luísa
- Vera Alves - Júlia Fortunato
- Rita Pereira - Vanessa
- Tina Barbosa - Ermelinda

## Audiência
O último episódio terminou com 15,2% de audiência média e 55,3% de share. Queridas Feras alcançou uma média de 11,6% de audiência e 40,3% de share.